# Rue des Fontenelles
La rue des Fontenelles est une voie publique de la commune de Nanterre, dans le département français des Hauts-de-Seine.

## Situation et accès
La rue des Fontenelles est accessible par la gare de Puteaux et par la gare de Nanterre-Préfecture.

## Origine du nom
Cette rue tient son nom du quartier des Fontenelles. Des fontenelles désignent un lieu d'où coulent des sources.

## Historique
Jusque dans les années 1930, le quartier est surtout peuplé de chiffonniers habitant dans des baraques en planches. Le quartier des Fontenelles a été entièrement réaménagé à partir de 1955, pendant les travaux d'aménagement de La Défense, organisés par l'EPAD.

## Bâtiments remarquables et lieux de mémoire
- Église Sainte-Marie-des-Fontenelles de Nanterre.
- Chapelle Saint-Joseph-des-Fontenelles de Nanterre, située rue Edmond-Dubuis, qui s'appelait rue des Basses-Fontenelles.
- Parc André-Malraux.